# NyxQuest: Kindred Spirits
Pour les articles homonymes, voir Kindred.
NyxQuest: Kindred Spirits (annoncé sous le titre Icarian: Kindred Spirits) est un jeu vidéo de plates-formes développé et édité par Over The Top Games, sorti en 2009 sur Windows, Mac, WiiWare, iOS et Android.

## Accueil
- Jeuxvideo.com : 14/20 (PC)[1]

Dans une liste établie le 19 juillet 2011, IGN classe NyxQuest: Kindred Spirits 20e meilleur jeu de la plate-forme WiiWare.